# Experimento de Pictet

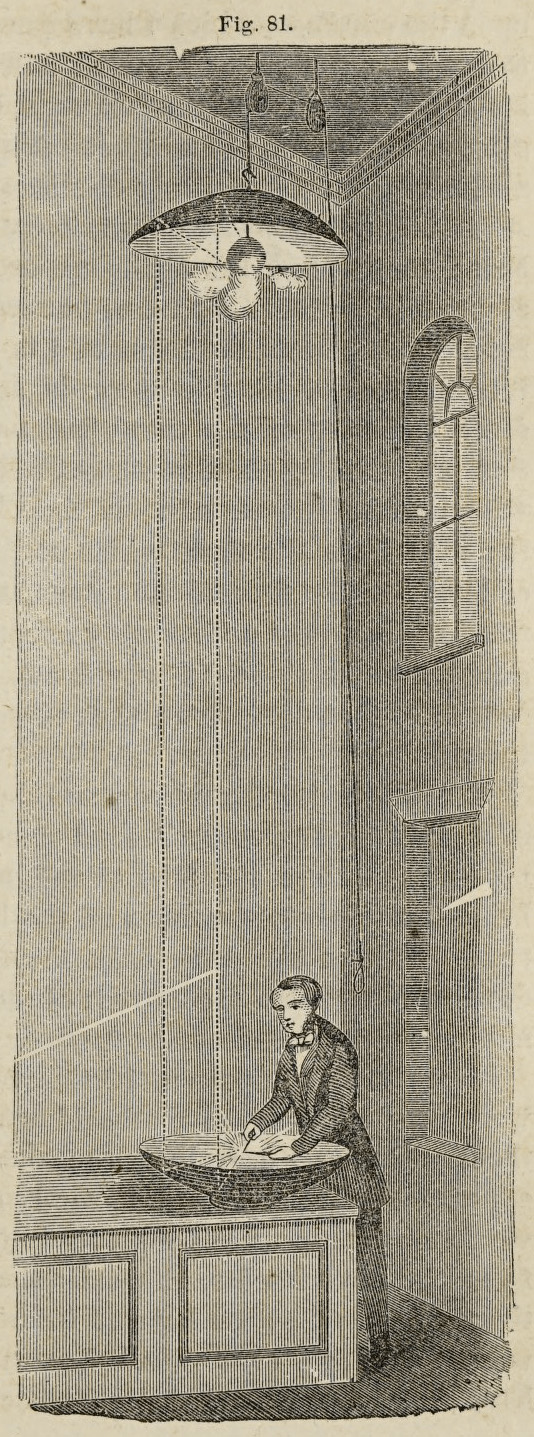
Ilustración de Tyndall del experimento.

El experimento de Pictet es la demostración del reflejo del calor y el reflejo aparente del frío en una serie de experimentos realizados en 1790 (reportados en inglés en 1791 en An Essay on Fire)por Marc-Auguste Pictet. Después de «demostrar que el calor radiante, incluso cuando no iba acompañado de ninguna luz, podía reflejarse y enfocarse como la luz», Pictet utilizó el mismo aparato para demostrar el aparente reflejo del frío de manera similar. Esta demostración fue importante para Benjamin Thompson, el conde Rumford, quien defendió la existencia de «rayos frigoríficos» que transmitían frío. La continuación de los experimentos por parte de Rumford  y la promoción del tema hicieron que se adjuntara el nombre al experimento.
El aparato para el experimento utilizó dos espejos cóncavos enfrentados a distancia. Un objeto colocado en el foco de un espejo tendría calor y luz reflejados por el espejo y enfocados. Un objeto en el foco del espejo opuesto haría lo mismo. Colocar un objeto caliente en un foco y un termómetro en el otro registraría un aumento de temperatura en el termómetro. Esto se demostró a veces con la explosión de una mezcla inflamable de gases en un globo ennegrecido, como lo describió y representó John Tyndall en 1863.
El aparente reflejo del frío si se coloca un objeto frío en un foco sorprendió a Pictet, y dos estudiosos que escribieron sobre el experimento en 1985 señalaron que «la mayoría de los físicos, al verlo demostrado por primera vez, lo encuentran sorprendente e incluso desconcertante». La confusión puede disiparse imaginando que todos los objetos del sistema (termómetros o no) irradian calor constantemente. Pictet describió esto como «el termómetro actúa de la misma manera en relación con la nieve que la bala [fuente de calor] en relación con el termómetro». La adición de un objeto muy frío agrega un disipador de calor efectivo en comparación con un objeto a temperatura ambiente que, en la red, no enfriaría ni calentaría un termómetro en el otro foco.
El experimento se realizó diez años antes del descubrimiento del calentamiento infrarrojo de la Tierra por parte del Sol.